# Zanzibars damlandslag i fotboll
Zanzibars damlandslag i fotboll representerar Zanzibar i fotboll på damsidan. Dess förbund är Zanzibar Football Association. Laget är inte erkänt av Fifa.